# 松下幹夫
松下 幹夫（まつした みきお）は日本の脚本家、作家。旧筆名：松下 樹夫。日本脚本家連盟会員。
主に神波史男に師事し、アニメーション作品を中心に脚本家として活動。特に藤子不二雄原作アニメにはサブライターとして多く参加した。岸間信明、麻尾るみこと共に「よつや文」の共同ペンネームで漫画原作なども手掛ける。

## 主な作品

### テレビアニメ・特撮
- ワイルド7（日本テレビ）
- 科学忍者隊ガッチャマン（フジテレビ）
- スパイダーマン（東京12ch）
- 忍者キャプター（東京12ch）
- ドラえもん（テレビ朝日）
- 怪物くん（テレビ朝日）
- 太陽戦隊サンバルカン（テレビ朝日）
- 新ど根性ガエル（日本テレビ）
- 忍者ハットリくん（テレビ朝日）
- 宇宙刑事ギャバン（テレビ朝日）
- パーマン（テレビ朝日）
- 宇宙船サジタリウス（テレビ朝日）
- オバケのQ太郎（テレビ朝日）
- ウルトラB（テレビ朝日）
- お〜い!竜馬（NHK）
- どろろんぱっ!（テレビ朝日）

### テレビドラマ
- 大都会 PARTII（日本テレビ） - 神波史男と共同

### 劇場映画
- 新・実録おんな鑑別所 恋獄（1976年） - 神波史男と共同

### OVA
- バイオレンスジャック ハーレム・ボンバー（創映新社、葦プロ）